# Сен-Шарль-де-Перси
Сен-Шарль-де-Перси́ (фр. Saint-Charles-de-Percy) — коммуна во Франции, находится в регионе Нижняя Нормандия. Департамент коммуны — Кальвадос. Входит в состав кантона Васси. Округ коммуны — Вир.
Код INSEE коммуны — 14564.

## Население
Население коммуны на 2010 год составляло 193 человека.
| 1962 | 1968 | 1975 | 1982 | 1990 | 1999 | 2010 |
| ---- | ---- | ---- | ---- | ---- | ---- | ---- |
| 232  | 203  | 178  | 174  | 171  | 170  | 193  |

## Экономика
В 2010 году среди 117 человек трудоспособного возраста (15—64 лет) 91 были экономически активными, 26 — неактивными (показатель активности — 77,8 %, в 1999 году было 66,3 %). Из 91 активных жителей работали 82 человека (47 мужчин и 35 женщин), безработных было 9 (3 мужчин и 6 женщин). Среди 26 неактивных 7 человек были учениками или студентами, 13 — пенсионерами, 6 были неактивными по другим причинам.